# Karta motorowerowa

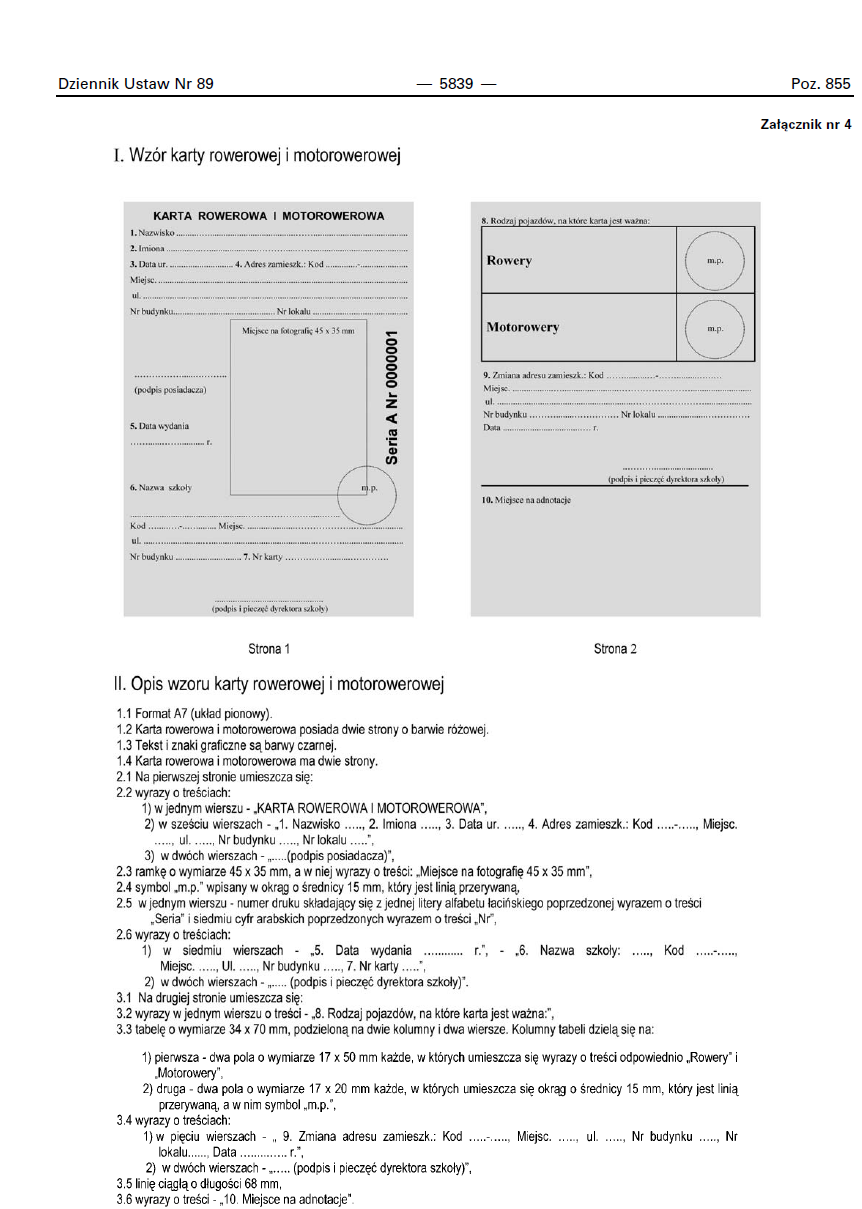
Wzór karty motorowerowej i rowerowej obowiązujący od 2004 do 2013 r. (fragment z Dziennika Ustaw z opisem)

Karta motorowerowa – dokument uprawniający do kierowania motorowerem. 

## Karta motorowerowa w Polsce
Od 1983 roku wprowadzono obowiązek posiadania karty motorowerowej przez osoby kierujące motorowerem, chyba że posiadały prawo jazdy. Karta motorowerowa była wydawana osobom, które wykazały się kwalifikacjami i osiągnęły wiek 15 lat. Posiadacz karty motorowerowej, który ukończył 17 lat, mógł ponadto kierować pojazdem zaprzęgowym. 
W 1991 roku zmieniono przepisy dotyczące kart motorowerowych. Minimalny wiek osoby, który uprawniał do jej wydania, obniżono do 13 lat. Posiadacz karty motorowerowej był odtąd uprawniony również do kierowania rowerem, a od 15 roku życia - również do kierowania pojazdem zaprzęgowym. 
Od 1997 roku karta motorowerowa była dokumentem wymaganym do kierowania motorowerem przez osobę, która nie ukończyła 18 lat. Była wydawana osobom, które wykazały się kwalifikacjami i osiągnęły wiek 13 lat. Dokument ten uprawniał również do kierowania rowerem oraz, pod warunkiem osiągnięcia 15 lat, również pojazdem zaprzęgowym. 
Od 19 stycznia 2013 roku, tj. po wejściu w życie ustawy o kierujących pojazdami karty motorowerowe nie były już wydawane. Dokumenty wydane przed wejściem w życie ustawy zachowały ważność do czasu ukończenia przez ich posiadaczy 18 roku życia; w przypadku osób powyżej 14 roku życia mogły być również wymienione, na ich koszt, na prawo jazdy kategorii AM. 
Po wejściu w życie tej ustawy w Polsce do kierowania motorowerem uprawnia prawo jazdy dowolnej kategorii, a w przypadku osób, które przed wejściem w życie ustawy ukończyły 18 lat, nie jest wymagane posiadanie żadnego dokumentu. Osiągnięcie tego wieku potwierdza dokument tożsamości albo prawo jazdy.